# 尚久
尚久（1560年11月15日—1620年4月17日），和名金武王子朝公，琉球國王族、金武御殿元祖。他是尚元王第三子，母為前東之按司梅嶺。琉球國尚豐王是他的第四子。
1589年，兄尚永王病逝無子，群臣欲擁立尚久嗣位。尚久堅決推辭，於是由尚永王的女婿尚寧繼位。1612年，尚寧王賜之以御轎。1616年，嗣子尚豐作為人質前往薩摩藩。為了讓兒子能夠平安返回故國，尚久向觀世音菩薩祈禱，許願將為觀世音菩薩立廟祭祀。令他驚喜的是，原定為質期限十年的尚豐，同年冬就被釋還。於是尚久在次年建立了首里觀音堂，其地址在現在的那霸市首里山川町。
1699年（康熙38年），尚貞王追尊他為王。尚稷、尚久、尚懿三人的神主被尊稱為「花王」，供奉於圓覺寺。1719年（康熙58年），經久米村的奏請，三人被剝奪王爵、降稱「公」，尚稷公、尚久公神主遷往天王寺供奉，尚懿公神主遷往天界寺供奉。
尚久的墳墓在玉陵。

## 家族
- 父：尚元（第二尚氏王朝5代王）
- 義母（妃）：真和志聞得大君加那志（童名不詳，號梅岳。祖父是廣德寺的浦添親方）
  - 兄（次子）：尚永（第二尚氏王朝6代王）
  - 姐（長女）：首里大君按司加那志（童名不詳，嫁尚懿（與那城王子朝賢））

- 義母（夫人）：久米具志川大按司志良禮（童名真鍋樽金，號雪嶺。父為西原間切幸地村的翁長大屋子）
  - 兄（長子）：尚康伯（久米具志川王子朝通，護得久御殿元祖）

- 母（夫人）：前東之按司（童名真鍋樽金，號梅嶺。父毛龍喧（新城親方安基））
- 義母（夫人）：真南風按司（童名真津比樽金，號南霜。父毛實（豐見城親方盛庸））

- 妃：金武大按司志良禮（童名思戶金，號一鏡。父寵良璧（上間親方長胤））
  - 長子：尚憲（勝連王子朝利，早殤）
  - 長女：島尻佐司笠按司加那志（童名真鍋樽金，嫁向萬祀（東風平按司朝易））
  - 次女：宇志掛按司加那志（童名思武太金，嫁向氏讀谷山按司朝宜）
  - 次子：尚寬（真世仁樽王子朝致，早殤）
  - 三子：尚定（具志川王子朝理，早殤）
  - 四子：尚豐（第二尚氏王統8代國王）
  - 三女：首里佐司笠按司加那志　（童名思戶金，嫁毛泰運（豐見城親方盛良））
  - 四女：島尻佐司笠按司加那志　（童名真錢金，嫁向邦鼎（豐見城按司朝行））
  - 五子：尚盛（金武王子朝貞。金武御殿二世，後任攝政）
  - 六子：尚漚（金武王子朝敦，早殤）

- 妻：真嘉戶樽（父為豐見城間切西原村的平良掟）
  - 七子：尚亨（具志川王子朝盈，過繼給尚康伯為嗣子。後任攝政）
  - 八子：金是寶（具志頭親方朝房。過繼給金應照（具志頭親方安之）為嗣子。）

- 妻：內間阿摩眾武志良禮（童名真鍋樽。父為美里間切大里村的中村渠掟親雲上）
  - 五女：花城按司加那志（童名真宇志金，嫁向氏浦添親方朝守）
  - 九子：向全矩（內間親方朝目。向氏山城家元祖）